# Nacionalismo sindhi

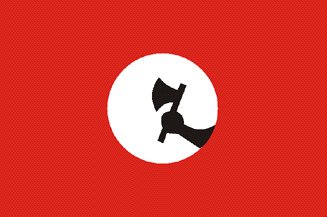
Bandera usada por algunos nacionalistas sindhi con un hacha.

El nacionalismo sindhi es un movimiento que alega que los sindhis, un grupos etnolingüístico que se encuentra principalmente en Pakistán, son una nación. El movimiento propaga la visión de que los musulmanes no son una nación (lo contrario al concepto que se encuentra detrás de la creación de Pakistán) y que la lealtad étnica debe sobrepasar la lealtad religiosa.
Las demandas del movimiento sindi nacionalista han oscilado entre más derechos culturales, económicos y políticos, a la autonomía política, a la separación absoluta de Pakistán y la creación de un estado independiente denominado Sindhudesh. Fue fundado por GM Syed en 1972 para ayudar a las fuerzas separatistas Sindhi para separar Sindh de Pakistán. Los grupos militantes cambiaron su nombre más tarde por el de Jeay Sindh Tahreek. Separatistas sindhi propagan la idea de que sufren de privación de derechos a manos de la mayoría de Pakistán, los punyabíes. En la primera conferencia internacional del Movimiento Internacional Sindhi Unido se declaró el movimiento de liberación de Sindh y formalmente se acercó a la oficina de asuntos exteriores de la India para obtener ayuda. Las principales causas de esta afirmación es la idea promovida por los nacionalistas Sindhi que los recursos hídricos se desvían de manera desproporcionada a la región del Punjab a costa de Sindh, en particular el agua desde la presa de Kalabagh y el canal Thal, que desvían los recursos de agua lejos de Sindh. Esta alegación fue desestimada por expertos nacionales e internacionales, sobre todo cuando el Gobierno de Pakistán ya había prohibido la construcción de la represa Kalabagh ante la insistencia del gobierno de Sindh.
El movimiento ha perdido apoyo popular cuando el Partido del Pueblo de Pakistán ganó las elecciones y los sindhis han sido elegidos para ocupar las posiciones más altas en el Gobierno de Pakistán y en el Gobierno de Sindh. Esto incluye el cargo de mayor poder en el Gobierno Federal, el presidente Asif Ali Zardari.
El movimiento, que pide la creación de un Sindhu Desh independiente tiene un gran apoyo entre algunos grupos políticos estudiantiles, pero ningún partido nacionalista sindh ha llegado al poder hasta la fecha.